# Лягушачьи мальчики

Лягушачьи мальчики — фото детей и место обнаружения их останков

Лягушачьи мальчики (кор. 개구리 소년 Кэгури сонён) — газетное прозвище группы из пяти убитых южнокорейских мальчиков, которые исчезли 26 марта 1991 года на окраине города Тэгу. Останки их тел были найдены лишь 11 лет спустя. Убийство не было раскрыто, и 25 марта 2006 года дело было закрыто в связи с истечением срока давности.
Название «Лягушачьи мальчики», под которым этот инцидент вошёл в историю, является результатом ошибки в южнокорейских СМИ. Мальчики отправились на гору, чтобы собирать яйца саламандр, на которые собирались ловить лягушек — из-за не до конца уточнённых деталей самые первые сообщения в прессе ошибочно гласили, что мальчики ходили ловить лягушек, из-за чего за ними и закрепилось это название.

## Жертвы
- Ким Чон-Сик — 9 лет, ученик 3 класса, род. в 1983 г., родители: Ким Чхоль-Кю и Хо То-Сон
- Ким Ён-Гю — 11 лет, ученик 4 класса, род. в 1981 г., родители: Ким Хён-До и Чхё Кён-Кхый
- Чо Хо-Ён — 12 лет, ученик 5 класса, род. в 1980 г., родители: Чо Намх-Ван и Ким Сунн-Ё
- Пак Чхан-Ин — 10 лет, ученик 3 класса, род. в 1982 г., родители: Пак Геон-Сео и Ким Им-Ча
- У Чхоль-Вон — 13 лет, ученик 6 класса, род. в 1979 г., родители: У Чон-У и Чан Мён-Ча

Все пятеро мальчиков были из района Дальсо и учились в одной начальной школе. Ким Чон-Сик и Ким Ён-Гю были двоюродными братьями. Был также шестой мальчик, который близко дружил с этой компанией, Ким Тхэ-Льён (10 лет, ученик 3 класса, род. в 1982 г.).

## Преступление
26 марта 1991 года в Южной Корее проходили выборы в местные советы территориально-административных единиц низшего уровня. Правительство страны объявило этот и предыдущий день выходными. В этот день все шесть мальчиков собрались дома у Чо Хо-Ён и сильно там расшумелись, из-за чего им сказали идти играть на улицу. Поскольку Ким Тхэ-Льён в тот день не успел позавтракать, то он ушёл есть домой. Оставшиеся пятеро мальчиков решили отправиться в соседний лес на горе Варён. Ким Тхэ-Льён догнал группу у подножья горы, но, по ряду причин, отказался от участия в походе.
Дети домой не вернулись. Последний раз их видели примерно около двух часов дня перед тем, как они вступили на гору. Пропажа сразу 5 детей в Южной Корее, где криминал и исчезновения людей являлись редкостью, вызвало большой резонанс по всей стране. В скором времени «лягушачьих мальчиков» искало множество полицейских, военных и местных жителей. Гора обыскивалась 500 раз.
Поиски контролировал лично тогдашний президент Южной Кореи Ро Дэ У. Было выпущено несколько миллионов листовок с фотографиями исчезнувших детей. Волонтёры ходили по улицам с портретами пропавших детей, розыскные листы были приклеены на машинах, витринах магазинов, конфетных обёртках и коробках от тортов. «Лягушачьих мальчиков» постоянно показывали по телевизору. Был организован фонд, принимающий денежные пожертвования для поисков. Любому человеку, обладающему информацией о местонахождении мальчиков, обещалось крупное денежное вознаграждение. Наконец 23 сентября 1993 года родители всех пятерых мальчиков объявили, что прекращают поиски.

## Обнаружение
26 сентября 2002 года один из жителей Тэгу отправился на гору собирать каштаны. На тот момент в Южной Корее уже неделю шли проливные дожди, из-за чего на горе Варён начали случаться оползни. По этой причине этот житель сумел в тот день обнаружить в одном из оврагов останки всех пяти мальчиков. 
По причине того, что они к тому моменту разложились до скелетного образования, установить причину смерти оказалось невозможно, как и не удалось установить, были ли мальчики убиты на том же месте, где их обнаружили. У трёх мальчиков присутствовали на черепах глубокие повреждения искусственного происхождения, но экспертам не удалось установить, были ли они причиной смерти и получили ли их мальчики на момент убийства, или же они возникли гораздо позже, как не удалось точно установить и то, чем именно они были вызваны. Единственное, что им удалось точно определить, это то, что тела были захоронены до того, как полностью разложились (ни одна из костей не пропала), и что смерть скорее всего наступила именно в год их исчезновения. У всех мальчиков были спущены штаны, а верха одежды были, наоборот, натянуты им на головы, в то время как рукава были завязаны хитроумным узлом. У одного из мальчиков отсутствовали трусы, у другого — ботинки с носками. Также у одного из мальчиков была обнаружена трещина в лучевой кости руки. Само место захоронения было организовано на скорую руку, но очень умело — тела лежали в узкой лощине и были сверху заброшены листьями, ветками и камнями для естественного вида (у горы Варён толщина почвы занимает не более 30 сантиметров, поэтому выкопать здесь глубокую могилу не представлялось возможным). В складках одежды были обнаружены несколько разнокалиберных гильз.
Расследование в итоге ни к чему не привело. Полиция изначально объявила, что дети погибли от несчастного случая — заблудились и замёрзли. Это вызвало критику со стороны родителей, указавших на нелогичность этой версии — с наступлением сумерек мальчики увидели бы огни ночного города и смогли бы спуститься, ориентируясь на них. Они также подвергли критике действия полиции, которая по их мнению не провела должным образом полноценную экспертизу останков во время раскопок.   
Рассматривались версии о серийном убийце, браконьерах или диверсанте из Северной Кореи, но ни одна из них не была на 100 % подтверждена. В 2006 году срок давности по этому делу истёк. Это означает, что власти не могут никого преследовать за убийство. Тем не менее полиция заявила, что продолжит расследование.

## В культуре
- Х/ф. «Вернитесь, лягушачьи мальчики» (кор. 돌아오라 개구리소년 Дор-аора кэгури сонён)  (17 февраля 1992) — фильм был снят «по горячим следам» и выпущен через полтора года после исчезновения мальчиков. Фильм условно поделён на две части: первая часть рассказывает о самих мальчиках вплоть до дня их исчезновения, вторая сконцентрирована на их родителях и их безуспешных попытках поиска. Своего рода фильм был снят, как агитационный материал, обращённый к самим мальчикам, поэтому все пятеро в фильме носят свои настоящие имена. Фильм не возымел коммерческого успеха из-за того, что подобный жанр в южнокорейском кино тогда был не популярен.
- Х/ф. «Орудие смерти» (кор. 아이들 Аидыль)  (17 февраля 2011) — этот фильм преподносит вымышленную теорию, что мальчиков мог убить спятивший мясник со скотобойни, которого невозможно было арестовать из-за отсутствия улик. В Южной Корее фильм вызвал крайне неоднозначную реакцию.
- Истории «лягушачьих мальчиков» также посвящено несколько песен[4].